# Морозов, Михаил Акимович
Михаил Акимович Морозов (1879—1964) — советский учёный-вирусолог, академик АМН СССР (1945).
Работы Морозова посвящены изучению оспы людей и животных, он был автором более 150 научных работ, в том числе фундаментального труда «Атлас морфологии вирусов» (1951).

## Биография
Родился 11 января (23 января по новому стилю) 1879 года в Воронеже.
В 1898 году окончил воронежскую гимназию, а в 1904 году — Московский университет. Был участником русско-японской и Первой мировой войн — военный врач.
В 1904—1914 годах заведовал Воронежским губернским земским оспенным телятником, в 1914—1923 годах руководил организованной им в губернии пастеровской станцией (одна из первых в России), в 1923—1930 годах — Центральным государственным оспенным институтом Наркомздрава СССР.
Принимал участие в разработке первых программ по борьбе с оспой в СССР. Был одним из разработчиков системы профилактики оспы в СССР, благодаря которой эта болезнь была полностью искоренена в стране в 1936 году.
С 1931 года — профессор медицины, впоследствии (1936) стал заведующим оспенным отделом Института эпидемиологии и микробиологии им. Н. Ф. Гамалеи АМН СССР.  М. А. Морозов путём селекции получил новые штаммы осповакцины — азинин и азининоовин, которые были приняты в производство в СССР и ГДР.
15 января 1960 года во время вспышки натуральной оспы в Москве академик выявил в биоматериале, полученном в Боткинской больнице, тельца Пашена, что позволило подтвердить диагноз и начать противоэпидемические мероприятия, направленные на ликвидацию вспышки и предупреждение эпидемии оспы.
Умер в 1964 году в Москве.
Сын — В. М. Морозов (1907—1996) — психиатр, профессор, член-корреспондент АМН СССР.
Морозовым открыт и идентифицирован вирус Strongyloplasma paravaccine вызывающая паравакцину (узелки доильщиц) у людей, также им подтверждена этиологическая роль телец Липшютца (ветряная оспа) и Пашена (натуральная оспа).

## Награды
- Заслуженный деятель науки РСФСР (1943).
- Лауреат Сталинской премии (1952).